# Platymantis guentheri
Espèce
Synonymes
- Cornufer guentheri Boulenger, 1882
- Cornufer ingeri Brown & Alcala, 1963

Statut de conservation UICN

 LC  : Préoccupation mineure
Platymantis guentheri est une espèce d'amphibiens de la famille des Ceratobatrachidae.

## Répartition
Cette espèce est endémique des Philippines. Elle se rencontre sur les îles Biliran, Bohol, Dinagat et Mindanao du niveau de la mer à 700 m d'altitude.

## Description

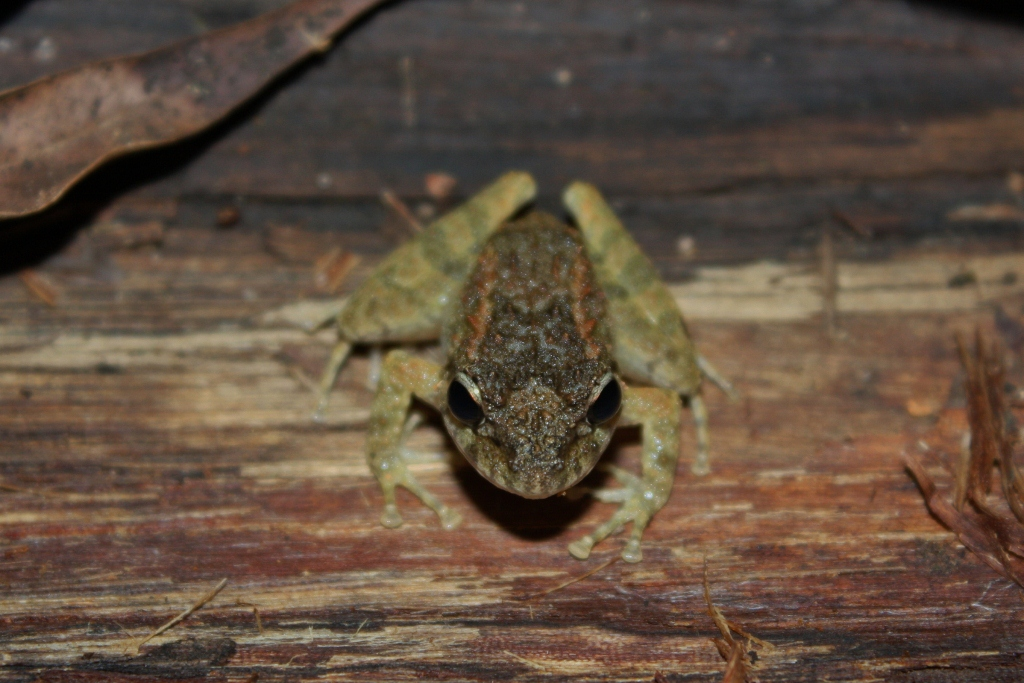
Platymantis guentheri

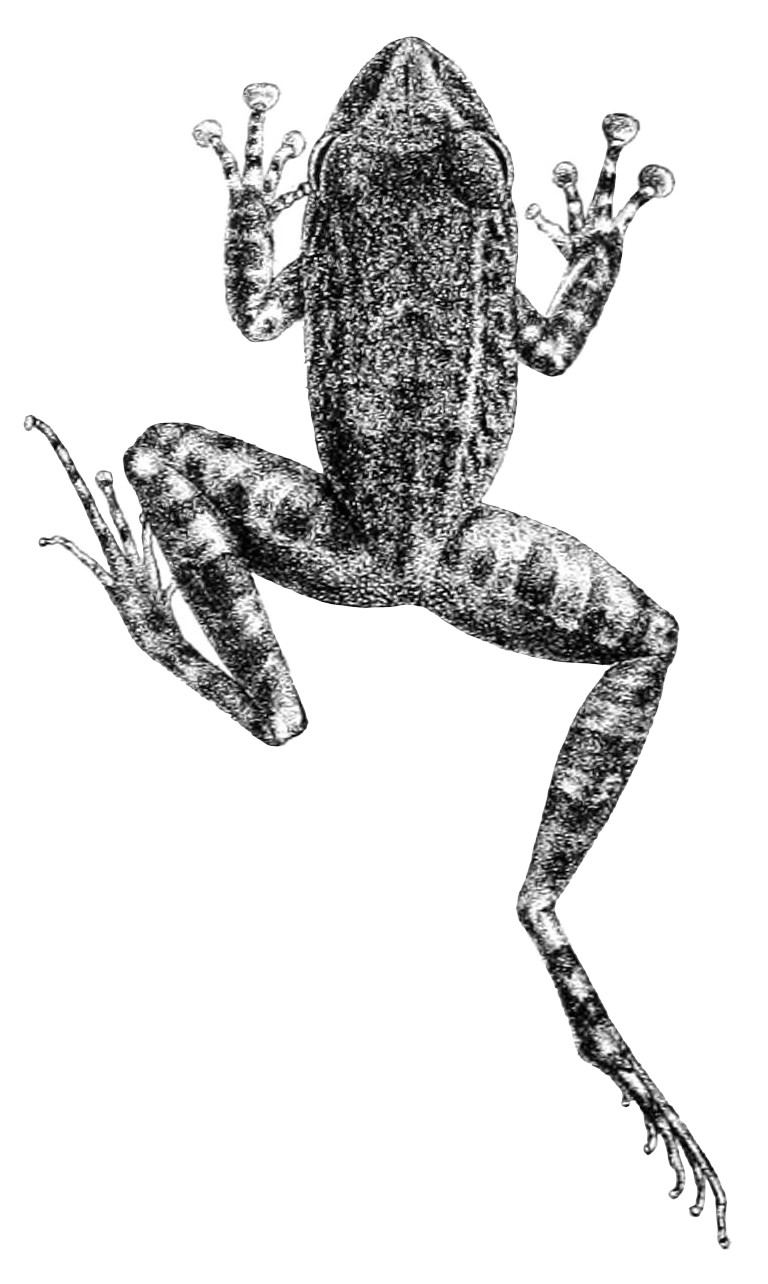
Platymantis guentheri

Les mâles mesurent 24 mm et les femelles 27 mm.

## Étymologie
Cette espèce est nommée en l'honneur d'Albert Günther.

## Publication originale
- Boulenger, 1882 : Catalogue of the Batrachia Salientia s. Ecaudata in the collection of the British Museum, ed. 2, p. 1-503 (texte intégral).